# Sonja Hausladen
Sonja Hausladen (* 5. Juli 1963 in Wien) ist eine ehemalige österreichische Schwimmerin. Sie schwamm in den 1970er und 1980er Jahren für den Arbeiterschwimmverein Wien (ASV Wien).

## Erfolge
Ihre größten Erfolge feierte Sonja Hausladen in den Jahren 1977 bis 1986, als sie in vielen Bewerben auf Kurz- und Langbahn österreichische Bestleistungen geschwommen ist. Sie hielt mehrere Jahre lang einige nationale Rekorde und war vielfache Staatsmeisterin. Bis (jedenfalls) Dezember 2009 wird sie in ihren Disziplinen immer noch unter den ersten 15 der österreichischen ewigen Bestenlisten geführt.
1980 und 1984 nahm sie als bis dahin vierte der ASV-Wien-Sportlerinnen bzw. als bis dahin siebte der ASV-Wien-Sportler (Frauen und Männer) an den Olympischen Schwimmbewerben teil. Im Alter von nur 17 Jahren trat sie bei den Olympischen Sommerspielen 1980 in Moskau als vom ASV Wien gestellte einzige und im Bewerb Schwimmen als erste ASV-Wien-Teilnehmende überhaupt an. Bei den Olympischen Sommerspielen 1984 in Los Angeles nahm sie als eine von drei ASV-Wien-Bewerberinnen (nur Frauen) teil.
Im Jahr 1989 war sie Mitglied der 1988 gegründeten Damenwasserballmannschaft des ASV Wien.

### Rekorde
| 100 m Schmetterling | 1977 |
| 200 m Lagen         | 1977 |
| 100 m Schmetterling | 1978 |
| 200 m Schmetterling | 1978 |
| 100 m Schmetterling | 1979 |
| 200 m Schmetterling | 1979 |
| 100 m Schmetterling | 1980 |
| 200 m Schmetterling | 1980 |
| 400 m Lagen         | 1980 |
| 100 m Schmetterling | 1981 |
| 200 m Schmetterling | 1981 |
| 200 m Lagen         | 1981 |
| 400 m Freistil      | 1982 |
| 800 m Freistil      | 1982 |
| 100 m Schmetterling | 1982 |
| 200 m Schmetterling | 1982 |
| 400 m Lagen         | 1982 |
| 400 m Freistil      | 1983 |
| 100 m Schmetterling | 1983 |
| 200 m Schmetterling | 1983 |
| 400 m Lagen         | 1983 |
| 100 m Schmetterling | 1984 |
| 200 m Schmetterling | 1984 |
| 400 m Lagen         | 1984 |
| 100 m Freistil      | 1985 |
| 200 m Freistil      | 1985 |
| 400 m Freistil      | 1985 |
| 800 m Freistil      | 1985 |
| 100 m Schmetterling | 1985 |
| 200 m Schmetterling | 1985 |
| 200 m Lagen         | 1985 |
| 400 m Lagen         | 1985 |
| 100 m Schmetterling | 1986 |
| 200 m Schmetterling | 1986 |
| 200 m Lagen         | 1986 |

### Olympische Sommerspiele
- Olympische Sommerspiele 1980, Moskau
  - 100 m Schmetterling: Platz 5
  - 200 m Schmetterling: Platz 4
- Olympische Sommerspiele 1984, Los Angeles
  - 100 m Schmetterling: Platz 15
  - 200 m Schmetterling: Platz 7
  - 400 m Lagen: Platz 13

## Ehrungen
Im Rahmen der 100-Jahr-Feier des ASV Wien im September 2009 wurde sie als eine der anwesenden elf von bis dahin insgesamt vierzehn Olympiateilnehmenden des Schwimmvereins geehrt.